# Goleama Jeleazna, Loveci
Goleama Jeleazna (în bulgară Голяма Желязна) este un sat în comuna Troian, regiunea Loveci,  Bulgaria. 

## Demografie
Componența etnică a satului Goleama Jeleazna
     Turci (15,38%)
     Bulgari (81,63%)
     Nicio identificare (2,98%)
     Altele (0%)
La recensământul din 2011, populația satului Goleama Jeleazna era de 637 locuitori. Din punct de vedere etnic, majoritatea locuitorilor (81,63%) erau bulgari, cu o minoritate de turci (15,38%). Pentru 2,98% din locuitori nu este cunoscută apartenența etnică.